# Pierre Bourdin
Pierre Bourdin, né le 6 janvier 1994 à Vincennes en France, est un footballeur français. Il évolue au poste de défenseur central a l' AF Virois.

## Biographie
Formé au Paris Saint-Germain, Pierre Bourdin est régulièrement surclassé en catégorie jeune. En juin 2009, il est finaliste de la Coupe Nationale des 14 ans avec la sélection de la Ligue de Paris-Île-de-France. Ses bonnes prestations en rouge et bleu lui permettent de fréquenter la sélection française des U16 jusqu'aux U20. Un contrat professionnel lui est proposé par le club mais sans garantie de temps de jeu. Après trois saisons passées à évoluer en réserve, il préfère tenter sa chance ailleurs.
Pour ce faire, il prospecte en Belgique et signe finalement au Cercle Bruges KSV. Il joue une trentaine de rencontres pour sa première saison mais ne peut pas empêcher la relégation de son équipe. Évoluant désormais en Proximus League, il devient un joueur régulier et atteint le cap des 100 matchs sous le maillot du club lors de sa 3ème saison. Il quitte le club cette année-là, et rate donc la montée de la saison suivante.
Après une saison passée au Lierse, Pierre Bourdin rejoint le K Beerschot VA. Champion de seconde division avec le club lors de la saison 2019-20, il retrouve la Jupiler Pro League la saison suivante.

## Palmarès

### En club
|  |  | K Beerschot VA - Proximus League - Champion : 2020 |

## Statistiques
| Saison                | Club                  | Championnat           | Championnat | Championnat | Championnat | Coupe(s) nationale(s) | Coupe(s) nationale(s) | Coupe(s) nationale(s) | Compétition(s) continentale(s) | Compétition(s) continentale(s) | Compétition(s) continentale(s) | Compétition(s) continentale(s) | Total | Total | Total |
| Saison                | Club                  | Division              | M.          | B.          | P.d.        | M.                    | B.                    | P.d.                  | Comp.                          | M.                             | B.                             | P.d.                           | M.    | B.    | P.d.  |
| 2014-2015             | Cercle Bruges         | Jupiler Pro League    | 24+4        | 0+0         | 1+0         | 5                     | 1                     | 0                     | -                              | -                              | -                              | -                              | 33    | 1     | 1     |
| 2015-2016             | Cercle Bruges         | Proximus League       | 31          | 2           | 0           | 1                     | 0                     | 0                     | -                              | -                              | -                              | -                              | 32    | 2     | 0     |
| 2016-2017             | Cercle Bruges         | Proximus League       | 27+6        | 1+0         | 1+0         | 2                     | 1                     | 0                     | -                              | -                              | -                              | -                              | 35    | 2     | 1     |
| Sous-total            | Sous-total            | Sous-total            | 82+10       | 3+0         | 2+0         | 8                     | 2                     | 0                     | -                              | 0                              | 0                              | 0                              | 100   | 5     | 2     |
| 2017-2018             | Lierse SK             | Proximus League       | 27+7        | 5+1         | 3+0         | 2                     | 0                     | 0                     | -                              | -                              | -                              | -                              | 36    | 6     | 3     |
| Sous-total            | Sous-total            | Sous-total            | 27+7        | 5+1         | 3+0         | 2                     | 0                     | 0                     | -                              | 0                              | 0                              | 0                              | 36    | 6     | 3     |
| 2018-2019             | Beerschot VA          | Proximus League       | 14+9        | 1+1         | 1+0         | 2                     | 0                     | 0                     | -                              | -                              | -                              | -                              | 25    | 2     | 1     |
| 2019-2020             | Beerschot VA          | Proximus League       | 26+2        | 1+0         | 1+0         | 1                     | 0                     | 0                     | -                              | -                              | -                              | -                              | 29    | 1     | 1     |
| 2020-2021             | Beerschot VA          | Jupiler Pro League    | 16          | 3           | 0           | -                     | -                     | -                     | -                              | -                              | -                              | -                              | 16    | 3     | 0     |
| Sous-total            | Sous-total            | Sous-total            | 56+11       | 5+1         | 2+0         | 3                     | 0                     | 0                     | -                              | 0                              | 0                              | 0                              | 70    | 6     | 2     |
| Total sur la carrière | Total sur la carrière | Total sur la carrière | 193         | 15          | 7           | 13                    | 2                     | 0                     | -                              | 0                              | 0                              | 0                              | 206   | 17    | 7     |